# Indischer Streitkolben
Ein Indischer-Streitkolben oder Gorz, Garz oder Gerz ist eine Hiebwaffe aus Indien.

## Beschreibung
Ein  Indischer-Streitkolben hat einen geraden, meist runden, metallenen Schaft. Am Schlagkopfende ist ein runder, schwerer, geriffelter oder glatter Schlagkopf angebracht. Der Schaft war wohl ursprünglich aus Holz, das jedoch im Lauf der Zeit durch Metall ersetzt wurde und je nach Version unterschiedlich verziert und gestaltet sein kann. Der Streitkolben wurde von Fuß- und Reitertruppen eingesetzt. Es gibt viele unterschiedliche Versionen, die in Länge und Ausführung variieren. Die indische Bezeichnung Gorz, Garz oder Gerz bezieht sich auf verschiedene Arten von Streitkolben. Streitkolben wurden ausschließlich von Angehörigen der Kriegerkaste (kshatriyas) benutzt.